# Euxoa sibirica
Euxoa sibirica är en fjärilsart som beskrevs av Jean Baptiste Boisduval 1832. Euxoa sibirica ingår i släktet Euxoa och familjen nattflyn. Inga underarter finns listade i Catalogue of Life.